# Житіє Дон Кіхота і Санчо
«Житіє Дон Кіхота і Санчо» (груз. «ცხოვრება დონ კიხოტისა და სანჩო პანსასი») — радянський художній фільм 1988 року, знятий на кіностудії «Грузія-фільм».

## Сюжет
За мотивами однойменного роману Мігеля де Сервантеса про відважні і романтичні пригоди Лицаря сумного образу.

## У ролях
- Кахі Кавсадзе —  Дон Кіхот  (російське озвучення  Олександра Лазарева)
- Мамука Кікалейшвілі —  Санчо Панса  (російське озвучення  Армена Джигарханяна)
- Рамаз Чхіквадзе —  Перес, священик
- Леонід Куравльов —  Ніколас, цирульник
- Тамара Схіртладзе —  домоправительниця
- Анастасія Вертинська —  герцогиня
- Георгій Харабадзе —  герцог
- Отар Коберідзе —  сеньйор
- Лія Гудадзе —  сеньйора
- Автандил Махарадзе —  господар заїжджого двору
- Аміран Аміранашвілі —  Самсон Карраско
- Баадур Цуладзе —  дон Дієго де Міранда
- Зураб Кіпшидзе —  Гамлет, принц данський
- Тамаз Толорая —  Хуан

## Знімальна група
- Режисер — Резо Чхеїдзе
- Сценаристи — Суліко Жгенті, Резо Чхеїдзе, Марсіель Суарес
- Оператор — Ломер Ахвледіані
- Композитор — Гія Канчелі
- Художники — Гіві Гігаурі, Зураб Медзмаріашвілі